# الهيئة الطبية الاحتياطية
الهيئة الطبية الاحتياطية، هي شبكة في الولايات المتحدة تتألف من وحدات مجتمعية تم تدشينها وإنشاؤها بواسطة منظمات محلية بهدف تلبية احتياجات الصحة العامة في مجتمعاتها. يرعى هذا البرنامج من قبل إدارة التأهب والاستجابة الاستراتيجية، التابعة لوزارة الصحة والخدمات الإنسانية الأمريكية. تتألف الهيئة الطبية الاحتياطية من متطوعين طبيين وغير طبيين يساهمون في مبادرات الصحة المحلية، مثل الأنشطة التي تلبي أولويات جراح العام للصحة العامة، ويكملون القدرات الاستجابية الحالية في حالات الطوارئ. توفر الهيئة الطبية الاحتياطية الهيكلية اللازمة لتحديد الهوية مسبقًا، وإعطاء الاعتماد، وتدريب، وتنشيط المتطوعين الطبيين والصحيين العاملين في الميدان.
برنامج الهيئة الطبية الاحتياطية هو "المرجع الوطني للمعلومات والإرشادات التي تساعد المجتمعات على إنشاء وتنفيذ والحفاظ على وحدات الهيئة الطبية الاحتياطية على مستوى البلاد."
اعتبارًا من يناير 2020، هناك 839 وحدة محلية للهيئة الطبية الاحتياطية و175.283 متطوعًا. توجد وحدات الهيئة الطبية الاحتياطية في جميع الولايات الأمريكية الخمسين، وواشنطن العاصمة، وغوام، وبالاو، وبورتوريكو، وجزر العذراء الأمريكية.

## تاريخ
بعد هجمات 11 سبتمبر في عام 2001، دعا الرئيس جورج دبليو بوش إلى إنشاء كتيبة الحرية الأمريكية، وهو "مجلس تنسيق... يعمل على تعزيز ثقافتنا في خدمة المجتمع ومساعدة في العثور على فرص لكل أمريكي للبدء في التطوع". كان من المفترض أن يكون لدى كتيبة الحرية ثلاثة مكونات: الاستجابة للأزمات، وإعادة بناء المجتمعات، ومشاركة الرأفة مع العالم. تم إنشاء الهيئة الطبية الاحتياطية كامتداد لـكتيبة الحرية. اعتبارًا من عام 2017، هناك 957 وحدة نشطة للهيئة الطبية الاحتياطية.

## الانتماءات
الهيئة الطبية الاحتياطية هي برنامج شريك لـهيئة المواطنين، وهو شبكة وطنية من المتطوعين مكرسة لضمان أمان الوطن.هيئة المواطنين جنبًا إلى جنب مع الشركة الوطنية للخدمة والمجتمع والسلامة العامة، هي جزء من "كتيبة الحرية الأمريكية" الذي أطلقه الرئيس.
برنامج الهيئة الطبية الاحتياطية، لديه أيضًا اتفاقية تعاون مع الجمعية الوطنية لمسؤولي الصحة في المقاطعات والمدن. تمكّن هذه الاتفاقية من مساعدة مكتب برنامج الهيئة الطبية الاحتياطية في وكالة التحضير والاستجابة للصحة العامة في تعزيز قدرة وحدات الهيئة الطبية الاحتياطية على تلبية الاحتياجات المحلية والولاية والوطنية من خلال العمل التعاوني والتنسيق وأنشطة بناء القدرات. وتشمل هذه الأنشطة:
- تنسيق توزيع التمويل الخاص بالمنح.
- وضع استراتيجية وطنية للتسويق.
- نشر نشرة فصلية وطنية.
- المساعدة في تخطيط الاجتماعات الإقليمية والوطنية.
- وضع مواد، وموارد، وأدوات لتعزيز المعرفة والمهارات لدى أعضاء الهيئة الطبية الاحتياطية.

بالإضافة إلى ذلك، تعتبر علاقة الجمعية الوطنية لمسؤولي الصحة في المقاطعات والمدن مع ما يقرب من 3.000 إدارة صحية محلية منصة إضافية لتعزيز برنامج الهيئة الطبية الاحتياطية على المستوى المحلي.

## التنظيم المحلي والوطني
على المستوى المحلي، يُدير كل وحدة في الهيئة الطبية الاحتياطية من قبل مدير و/أو منسق للوحدة، الذي يتناسب بين احتياجات المجتمع وقدرات المتطوعين. يتحمل قادة الهيئة الطبية الاحتياطية على المستوى المحلي أيضًا مسؤولية بناء الشراكات، وضمان استدامة الوحدة المحلية، وإدارة الموارد. تشمل الشراكات عادة الوكالات المحلية للصحة العامة ووكالات الاستجابة للطوارئ، والشركات المحلية، ووحدات الهيئة الطبية الاحتياطية المجاورة. وغالبًا ما يتم توجيه وحدات الهيئة الطبية الاحتياطية المحلية تحت إدارة إدارات الصحة أو الهيئات الحكومية المحلية الأخرى.
على الصعيدين الوطني والمحلي، يُوجَّه الهيئة الطبية الاحتياطية بواسطة مكتب برنامج الهيئة الطبية الاحتياطية، الذي يتواجد في مكتب إدارة الطوارئ في وزارة الصحة والخدمات الإنسانية. يعمل مكتب برنامج الهيئة الطبية الاحتياطية كمرجع للمعلومات وأفضل الممارسات لمساعدة المجتمعات في إنشاء وتنفيذ والحفاظ على وحدات الهيئة الطبية الاحتياطية على مستوى البلاد. وهو مُخوّل وفقًا لقانون الخدمة الصحية العامة، القسم 2813، وكان ميزانيته 6 ملايين دولار سنويًا، تم تخفيضها إلى 3.9 مليون دولار في السنتين الماليتين 2020 و2021. المكتب يرعى مؤتمرًا سنويًا للقادة، ويستضيف موقعًا على الويب، ويتنسق مع المنظمات والوكالات المحلية والولائية والإقليمية والوطنية لمساعدة المجتمعات في التحضير. كما يوجد أيضًا منسقون إقليميون في جميع العشر مناطق التي تتبع إدارة الصحة والخدمات الإنسانية.
العديد من الولايات قد عينت منسقين للهيئة الطبية الاحتياطية على مستوى الولاية للمساعدة في تخطيط وتنظيم ودمج أنشطة الهيئة الطبية الاحتياطية داخل الولاية. يتعاون موظفو مكتب برنامج الهيئة الطبية الاحتياطية والمنسقون الإقليميون مع منسقي الولايات لتحسين التكامل مع أنشطة التخطيط والاستجابة على المستوى المحلي والولائي. يُشجع جميع وحدات الهيئة الطبية الاحتياطية المحلية على التعاون مع منسقي الولايات.

### المهارات والتدريب
أعضاء الهيئة الطبية الاحتياطية يشملون الأطباء، والممرضين، ومستشاري الصحة النفسية، ومربي الصحة، وغيرهم من الأفراد الذين تلقوا تدريبًا طبيًا، بالإضافة إلى أشخاص بدون تدريب طبي، مثل المسؤولين الإداريين، ورجال الدين، والسائقين، والمترجمين، وخبراء اللوجستيات، ومشغلي الراديو، والمدربين، وغيرهم. أعضاء الهيئة الطبية الاحتياطية يتلقون تدريبًا مجانيًا في استجابة الطوارئ ويقررون عدد الساعات التي يتطوعون بها سنويًا.
الفروع المحلية يمكنها التحقق من الأوراق الثبوتية لضمان استعدادها للطوارئ، أو استخدام نظام التسجيل المتقدم للمتطوعين في المجال الصحي. وتتفاوت التأمينات المسؤولية حسب الولاية.

### الأنشطة المحلية
يقوم الأعضاء بالقيام بالأنشطة والتدريب في وقت فراغهم، والذي قد يكون خارج ساعات العمل، أو أثناء إجازة من العمل تم الترتيب لها مع جهة العمل. تشمل الأنشطة، ولكن لا تقتصر على:
- دعم الصحة العامة المحلية مع تعزيز أولويات الجراح العام الأمريكي؛ والتي تهدف إلى تعزيز الوقاية من الأمراض، وتحسين الثقافة الصحية، والقضاء على الفوارق الصحية، وتعزيز الاستعداد للصحة العامة
- الإيواء في حالات الطوارئ
- الدعم الطبي في حالات الكوارث وحوادث الإصابات الجماعية
- مساعدة المستشفيات والعيادات والإدارات الصحية المحلية في تلبية احتياجات الموظفين المتزايدة
- المشاركة في تمارين الوقاية والتطعيم الجماعية وتدريبات الكوارث المجتمعية
- التدريب مع شركاء الاستجابة لحالات الطوارئ المحليين
- تقديم خدمات الإسعافات الأولية لجمع التبرعات وغيرها من المناسبات